# قرار مجلس الأمن التابع للأمم المتحدة رقم 1859
قرار مجلس الأمن التابع للأمم المتحدة رقم 1859 المتخذ بالإجماع في 22 ديسمبر 2008.

## القرار
وإذ يلاحظ التقدم الذي أحرزه العراق في المجالات الأمنية والسياسية والاقتصادية، مع التسليم بأن البلد لا يزال بحاجة إلى دعم إقليمي ودولي من أجل المضي قدما، قرر مجلس الأمن تمديد الترتيبات حتى 31 كانون الأول / ديسمبر 2009 لإيداع عائدات مبيعات النفط، المنتجات البترولية والغاز الطبيعي في صندوق تنمية العراق. كما قرر مراجعة كافة القرارات المتعلقة بالعراق منذ عام 1990.
وباعتماد القرار 1859 (2008) بالإجماع بموجب الفصل السابع من ميثاق الأمم المتحدة، مدد المجلس أيضا مهمة المجلس الدولي للمشورة والمراقبة في الإشراف على الصندوق للفترة نفسها. وقرر المجلس إعادة النظر في تلك القرارات بناء على طلب حكومة العراق أو في موعد أقصاه 15 حزيران / يونيو 2009، مع تشجيع صندوق النقد الدولي والبنك الدولي، بوصفهما عضوين في المجلس الدولي للمشورة والمراقبة، على تقديم إحاطة المجلس في يناير 2009.
فيما يتعلق بقراره استعراض القرارات المتعلقة بالعراق على وجه التحديد، ابتداءً من القرار 661 (1990)، طلب المجلس من الأمين العام، بعد التشاور مع العراق، أن يقدم تقريراً عن الحقائق ذات الصلة بنظر المجلس في الإجراءات اللازمة للبلد لتحقيق مكانة دولية مساوية لما كانت يتمتع به قبل اتخاذ مثل هذه القرارات.

## روابط خارجية
- نص القرار في undocs.org